# Asperthorax
Asperthorax Oi, 1960 è un genere di ragni appartenente alla famiglia Linyphiidae.

## Distribuzione
Le tre specie oggi note di questo genere sono state rinvenute in Russia, Giappone e Cina.

## Tassonomia
A maggio 2011, si compone di tre specie:
- Asperthorax borealis Ono & Saito, 2001 — Russia, Giappone
- Asperthorax communis Oi, 1960[3] — Russia, Giappone
- Asperthorax granularis Gao & Zhu, 1989 — Cina